# Vittaria subcoriacea
Vittaria subcoriacea är en kantbräkenväxtart som beskrevs av Christ. Vittaria subcoriacea ingår i släktet Vittaria och familjen Pteridaceae. Inga underarter finns listade.